# Cathédrale du Sacré-Cœur d'Oran
Pour les articles homonymes, voir Cathédrale du Sacré-Cœur.
La cathédrale du Sacré-Cœur est à l'origine un édifice religieux catholique de style romano-byzantin situé à Oran, en Algérie. La cathédrale est édifiée de 1903 à 1913 par l'architecte Albert Ballu, architecte du gouvernement d'Algérie, le constructeur étant la société des frères Auguste et Gustave Perret, appelés pour renforcer la construction en brique Cottancin de Ballu, qui entraînait un affaissement des voûtes d'un centimètre par jour.
Le grand orgue Cavaillé-Coll-Mutin est inauguré le 3 février 1918
La cathédrale est transformée en bibliothèque régionale en 1984, puis en bibliothèque communale en 1996.

## Historique

### Projet
Monseigneur Cantel, évêque d'Oran de 1899 à 1910, trouve à son arrivée une ville abritant près de 80 000 Européens, et la cathédrale Saint-Louis, située à l'extrémité occidentale de la ville ancienne, ne peut plus répondre aux besoins d'une population s'installant dans les vastes quartiers de la ville nouvelle qui s'édifient à l'est de la vieille ville. Il entreprend de faire bâtir une nouvelle cathédrale.
Un très bel emplacement réservé depuis 1875 par l'administration des Domaines est affecté par décret du 11 septembre 1899 à un édifice de culte catholique, mais le gouvernement stipule qu'il ne contribuera pas à son édification, et oblige, s'agissant d'une cathédrale, à accepter les plans de l'architecte-directeur des Monuments Historiques pour l'Algérie.
Le projet ne fait guère l'unanimité chez les connaisseurs et chez les fidèles, mais cela ne décourage pas l'évêque qui lance une campagne de conférences à travers la France, la Belgique et les Pays-Bas afin de recueillir les fonds nécessaires. L'Oranie aussi donne beaucoup, et s'en étonne ! L'évêque lui-même, décédé en 1910, lègue toute sa fortune pour l'achèvement du chantier. 

### Chantier
Le chantier débute le 20 avril 1903, et après les multiples péripéties liées à des faillites d'entrepreneurs, des éboulements, une interruption faute de financement, une première tranche est inaugurée le 11 novembre 1906: il s'agit de la vaste crypte. Finalement, la cathédrale est ouverte au culte le 9 février 1913 sous le vocable du Sacré-Cœur de Jésus.  

### Consécration
La consécration a lieu le 30 avril 1930, et si l'édifice tout entier peut être consacré, le maître-autel construit en ciment ne peut l'être, et ne le sera jamais, n'étant pas construit dans l'un des matériaux prévus par le droit canon. La structure de l'église elle-même est en béton armé, ce qui en fit la première église construite grâce à cette technique en territoire français.

## Orgue
Le grand orgue Cavaillé-Coll-Mutin est inauguré le 3 février 1918.